# Paston (Cambridgeshire)
Paston – dzielnica miasta Peterborough, w Anglii, w Cambridgeshire, w dystrykcie (unitary authority) Peterborough. W 2011 roku dzielnica liczyła 8550 mieszkańców.